# Coffeinismus
Als Coffeinismus wird einerseits eine akute Vergiftung mit Coffein, andererseits auch eine chronische Abhängigkeit von Coffein bezeichnet. Umgangssprachlich auch Kaffeesucht genannt, bezeichnet es die Sucht nach chronischer Zufuhr von Coffein bzw. den Missbrauch von coffeinhaltigen Getränken wie Kaffee, Tee oder Energy Drinks.

## Symptome
Die akute Coffeinintoxikation (ICD-10-Code F15.0) verursacht hauptsächlich psychische Störungen mit den Symptomen Unruhe, Erregung, psychische Veränderungen, Tachykardie, Harndrang und Schlaflosigkeit. Bei schweren Vergiftungen kann es zudem zu einem Kreislaufkollaps kommen.
Dosisabhängige Symptome des chronischen Coffeinismus sind:
- Anregung des Zentralnervensystems und Schlaflosigkeit
- Erhöhung der Herztätigkeit, des Blutdrucks und Pulssteigerung
- Konzentrationsstörungen oder -steigerungen
- Hyperaktivität
- unkontrollierte Bewegungen
- Kopfschmerzen bei Entzug
- Durchfall
- Angststörung

Forscher beobachten einen Kaliummangel verbunden mit Muskellähmungen bei hohem Konsum von coffeinhaltigen Cola-Getränken.

## Wirkung

Strukturformel von Coffein

Coffein ist dem Adenosin chemisch ähnlich und besetzt an seiner Stelle die Nervenzellen. Das Coffein tritt dabei an die Stelle des Adenosins, welches das Gehirn vor „Überanstrengung“ schützen soll, ohne jedoch die gleiche Wirkung zu haben. Somit nimmt die Reizbarkeit zu. Nach einigen Tagen reagieren die Nervenzellen auf das fehlende Adenosin und bilden mehr Rezeptoren aus, um wieder Adenosin aufnehmen zu können. Um die gewünschte Wirkung des Coffeins zu erreichen, muss also die Dosis gesteigert werden: Das ist ein Suchtfaktor. Bei Dosen über 1 g Coffein treten erste Vergiftungserscheinungen auf. Dazu gehören stark beschleunigter Puls und Extrasystolen. 1 g Coffein entsprechen 10 Liter handelsüblicher Cola oder etwa 3 Liter handelsüblichen Energy-Drinks.

## Entzugserscheinungen
Eine Studie aus dem Jahr 2004 empfahl die Aufnahme des Coffein-Entzugssyndroms in das Diagnostic and Statistical Manual of Mental Disorders. Ihr zufolge treten Entzugssymptome meist 12 bis 24 Stunden nach dem letzten Coffeinkonsum auf. Sie sind während der ersten ein bis zwei Tage am stärksten und verschwinden nach etwa zwei bis neun Tagen.
Für die Diagnose des Entzugssyndroms nach ICD-10 (Code F15.3) müssen neben einer dysphorischen Stimmung (z. B. Traurigkeit) mindestens zwei der folgenden Symptome vorliegen:
- Lethargie und Müdigkeit
- psychomotorische Verlangsamung oder Unruhe
- Verlangen nach stimulierenden Substanzen
- Appetitsteigerung
- Kopfschmerzen
- Schlafstörungen, wie Schlaflosigkeit (Insomnie) oder vermehrtes Schlafbedürfnis (Hypersomnie)
- bizarre oder unangenehme (Alb-)Träume